# 長い首の聖母
『長い首の聖母』（ながいくびのせいぼ、イタリア語: Madonna dal collo lungo、英: Madonna with the Long Neck）は、イタリアのマニエリスム期の画家、パルミジャニーノの油彩画で、1535-1540年ごろに制作された。天使と聖母子が描かれている絵画は、1534年にパルマ の最も有名な一族の一つであったエレアナ・タリアファーリがサンタ・マリア・ディ・セルヴィ聖堂の中の彼女の夫を埋葬した礼拝堂のために注文したが、1540年のパルミジャニーノの死で未完成のまま残された。トスカーナ大公国のフェルディナンド・デ・メディチ (大公子) は、1698年に作品を購入し、1948年以降、ウフィツィ美術館に展示されている。

## 概要
本作は、豪華な衣服を着て、高い台座に座り、大きな赤子のイエスを膝に載せている聖母マリアを描いている。聖母の右に集まっている6人の天使は幼子イエスを崇拝している。誇張して引き伸ばされた聖母の高貴な姿には、背景の円柱と青年のような天使が抱える壺が対応し、天使の後ろには数人の仲間たちが一団となってはめ込み細工のように頭をきっちりと寄せている。
絵画の右下隅には、大理石の柱が一列に並び、やせ衰えた聖ヒエロニムスの姿が描かれている謎めいた情景が見える。聖ヒエロニムスを描くことは、聖人が聖母マリアの崇拝と関連があるために依頼者によって求められたものである。
本作は、「聖母を優美で優雅に見せたいと熱望している画家が、白鳥のような首を聖母に与えた」ため、一般に「長い首の聖母」と呼ばれている。人物の珍しい配置については、オーストリア系イギリス人の美術史家、エルンスト・ゴンブリッチは次のように叙述している。
パルミジャニーノは、自身の芸術的目的のために自然を歪め、典型的なマニエリスムのフィグーラ・セルペンティーナ（figura serpentin、イタリア語で「蛇のようにくねった人体像」) を創造した。イエスはまた、赤子にしては非常に大きく、いつか落ちてしまいそうに聖母の膝の上に不安定に横たわっている。聖母自身、ほとんど人間のプロポーションではない。聖母は、右側の天使のほぼ2倍の大きさである。その右足は、画面からわずか10センチほどしか離れていないように見えるクッションの上に置かれているが、足自体はクッションを超えて突き出ているように見える。しがたって、足は、画面外の「私たち」の側にあり、額縁のある絵画の慣例を破壊してしまっている。聖母の細い手と長い指はまた、パルミジャニーノのモデルとなった女性が結合組織に影響を与える遺伝性疾患のマルファン症候群を持っていると、パレルモ大学のイタリアの医学者ヴィート・フランコが診断することにつながった。
絵画の最近の修復により、聖母の右肘の真下にいる天使がより明瞭に見えるようになった。下段の中央にいる天使は、今や右側にいる天使によって捧げもたれている花瓶を見つめている。花瓶には、十字架像がうっすらと見える。修復以前は、下段中央の天使は、幼子イエスを見下ろしていた。歴史上のなんらかの時期に変更されてしまったにちがいない絵画が、修復によりおそらく本来の状態を取り戻した。鑑賞者を見つめる天使は、パルミジャニーノの『アンテア』の肖像に類似している。